# Beuve de Reims
Pour les articles homonymes, voir Beuve (homonymie).
Cet article possède un paronyme, voir Sainte-Beuve.
Beuve de Reims ou sainte Beuve ou sainte Boba est une vierge et une sainte vivant dans la région de Reims au VIe siècle et la fondatrice de l'abbaye Saint-Pierre-les-Dames à Reims. Elle est la fille de Sigebert le Boiteux roi des Francs de Cologne, donc sœur de Clodéric et jumelle de Baldéric saint Baudry.

## Famille
Flodoard, dans son Historia ecclesiæ Remensis la dit sœur d'un prêtre nommé Balderic (saint Baudry), fille d'un roi Sigebert et tante de sainte Doda. 
Flodoard identifiait le père de la sainte à Sigebert Ier (535 † 575), roi d'Austrasie, mais cette identification est en contradiction avec ce que l'on sait de ce roi. Les enfants connus de Sigebert Ier sont Ingonde, mariée à Herménégild, prince wisigoth, Childebert II, qui succède à son père à l'âge de 5 ans, Clodesinde, fiancée à Authari, roi des Lombards, puis à Reccared, roi des Wisigoths et probablement une fille mariée au duc Chrodoald. L'existence de cette dernière fille montre que Sigebert Ier peut avoir eu d'autres filles non mentionnées par ses contemporains. Le cas d'un fils inconnu est beaucoup moins certain. Selon la loi salique, à la mort d'un roi franc, tous ses fils doivent partager le royaume. Or Childebert II est le seul héritier de son père. Imaginer que Brunehilde n'aie sacré que son fils aîné et écarté les cadets est tout aussi improbable. Si un tel type de partage contraire à la loi salique avait eu lieu, il ne serait pas passé inaperçu dans les documents contemporains.
En fait, le seul roi antérieur portant ce nom est Sigebert le Boiteux († 507), roi de Cologne. Ce qui fait de Sigebert le Boiteux le père le plus probable.

## Biographie
Sainte Beuve semble avoir commencé son ministère à l'Abbaye Saint-Pierre-les-Dames, une abbaye féminine bénédictine de Reims aujourd'hui disparue. Celle-ci étant hors les murs, son frère jumeau saint Baudry qui la soutient fait construire une maison intra-muros pour mettre les nonnes à l'abri des agressions avant de se consacrer lui-même à l'abbaye de Montfaucon. 
Vers 655, saint Nivard, évêque de Reims et beau-frère de Childéric II roi d'Austrasie qui siège en cette ville, consacre l'abbatiale à la Vierge et à saint Pierre. Au décès de Nizard son frère saint Gombert fonde un autre monastère Saint-Pierre, également féminin, à une autre extrémité de la ville dit monastère d'en-bas par opposition au précédent.
Beuve qui désirait rester simple nonne ne peut éviter d'être nommée abbesse lors de la probable fusion des deux monastères Saint-Pierre. Elle instaure dans l'abbaye la Règle de saint Benoît se montrant alors des plus humbles et multiplie les jeûnes, les prières et les veilles. 
Son frère qui vient régulièrement la voir pour la soutenir tombe malade et meurt lors d'une visite. D'abord inhumé dans l'abbaye, ses restes sont ensuite déplacés à Montfaucon. Avant de mourir peu de temps après sainte Beuve se charge de l'éducation de sa nièce Doda puis l'accueille lorsque cette dernière prend le voile pour échapper au mariage. C'est naturellement sainte Doda  qui lui succède après sa mort. 
Doda obtient plus tard d'un prince nommé Pépin des lettres de protection pour sa communauté. Ce prince ne peut être que Pépin de Landen, maire du palais d'Austrasie. En dehors de Baldéric et de Beuve, le seul autre enfant connu de Sigebert le Boiteux est Chlodéric mort en 508, donc Doda, ne peut être la fille de Chlodéric, car elle serait née au plus tard en 508. Pépin de Landen devient maire du palais en 613 au plus tôt, ce qui donne pour Doda un âge d'au moins 105 ans au moment de la signature de l'acte de protection. Elle aurait pu naître d'une fille de Sigebert, née vers la fin de la vie de ce dernier, vers 505-508. Doda serait alors née entre 520 et 550, ce qui lui attribue un âge plus raisonnable au moment de l'acte de protection. La date de 545 peut être retenue pour la naissance de Doda. Cela lui donne 16 ans à l'avènement de Sigebert Ier comme roi d'Austrasie, or la légende affirme qu'elle est promise en mariage à un seigneur de la cour de Sigebert.

## Sources
« Il a existé autrefois plusieurs basiliques de saints et plusieurs monastères au dedans et autour de la ville de Reims, qui maintenant ne sont plus; cependant il subsiste encore dans la ville deux couvents de filles, dont l'un s'appelle le monastère d'en-haut, à cause de sa situation et passe pour avoir été élevé en l'honneur de la sainte Vierge et de saint Pierre par saint Baudri et sa sœur Bove, qui depuis en fut abbesse. On dit qu'ils étaient tous deux du sang royal, enfants du roi Sigebert, et eurent pour nièce Dode, jeune fille très chaste, laquelle avait été promise en mariage à un grand de la maison du roi Sigebert. Mais Bove, sa tante, qui l'instruisait à servir Dieu et à lui garder sa virginité, la détourna de l'amour de son époux. Celui-ci, voyant la résistance de la jeune fille, voulut à toute force la ravir et avoir pour femme; mais il advint que pendant qu'il cherchait par tous les moyens à exécuter ses desseins le cheval qu'il montait s’étant emporté, il tomba et se rompit le cou et la bienheureuse Dode, persistant dans son bon propos de chasteté, succéda à sa tante dans le gouvernement du monastère; c'est elle qui obtint du roi Pépin pour cette abbaye une charte d'immunités que nous avons encore. Les corps de ces deux saintes abbesses reposèrent longtemps dans l'église située hors de la ville où avait d'abord été le monastère des filles, jusqu'à ce qu'enfin, ayant été exhumés par suite de plusieurs révélations et miracles, ils furent transférés en cette nouvelle église que nous voyons aujourd'hui, où ils furent déposés avec vénération, et sont continuellement honorés par la révérence et les hommages des vierges servantes du Seigneur. »

— Flodoard, Historia ecclesiæ Remensis, Livre quatrième, chapitre XXXVIII.